# Майко, една си на света (албум)
„Майко, една си на света“ е първият фолклорен албум на Райна с Иван Дяков. В него са събрани 12 композиции – както народни, така и авторски на фолклорна основа.

## Песни и видеоклипове
1. „Майко, една си на света“
2. „Марийче, ле“
3. „Я кажи ми, облаче ле бяло“
4. „Мара бере бело грозде“
5. „Dj китка“
  1. „Поповото Стойне“
  2. „Давай ме, мила мамо“
6. „Проклета да е Австралия“
7. „На печалба в Америка“
8. „Три години“
9. „Кажи, Райне“
10. „Заплачи, моя Македонийо“
11. „Оро се вие“
12. „Ой, девойче“

## Видеоклипове
| Видеоклип                           | Премиера | Албум                   | Режисьор                    |
| ----------------------------------- | -------- | ----------------------- | --------------------------- |
| Заплачи, моя Македонийо             | 2002     | Майко, една си на света | Румен Атанасов/Георги Колев |
| Хоро се вие                         | 2002     | Майко, една си на света | Румен Атанасов              |
| Я кажи ми, облаче ле бяло           | 2003     | Майко, една си на света | Румен Атанасов              |
| Майко, една си на света             | 2003     | Майко, една си на света | Румен Атанасов              |
| Три години                          | 2003     | Майко, една си на света | Румен Атанасов              |
| Поповото Стойне/Давай ме, мила мамо | 2007     | Майко, една си на света |                             |
| Кажи, Райне                         | 2007     | Майко, една си на света |                             |

## ТВ Версии
| Видеоклип             | Албум                   |
| --------------------- | ----------------------- |
| Марийче, ле           | Майко, една си на света |
| Хоро се вие           | Майко, една си на света |
| На печалба в Америка  | Майко, една си на света |
| Мара бере бело грозде | Майко, една си на света |

## Музикални изяви

### Участия в концерти
- 1 година телевизия „Планета“ – изп. „Я кажи ми, облаче ле бяло“

### Участия в телевизионни и празнични музикални програми
- Коледна фолклорна програма на ТВ Планета 2002 - изп. „Марийче, ле“ и „Хоро се вие“